# Bafoussam
Bafoussam är en stad i västra Kamerun, cirka 20 mil norr om Douala. Den hade 239 287 invånare vid folkräkningen 2005, och är ett viktigt handelscentrum för bamilékéfolket. Bafoussam ligger i landets viktigaste odlingsområde för kaffe och kakao, och är även känd för sina träarbeten.